# Aqueles Que Dizem Amar-Se
Aqueles Que Dizem Amar-Se é uma telenovela brasileira produzida pela extinta TV Excelsior e exibida de 4 de outubro a 27 de novembro de 1963, totalizando 40 capítulos. É a segunda telenovela seguida de autoria de Dulce Santucci no
horário das 19 horas da emissora. A telenovela anterior havia sido 2-5499 Ocupado, que foi a primeira diária da televisão brasileira. A direção ficou a cargo de Tito Di Miglio.

## Elenco
| Ator/Atriz            | Personagem |
| --------------------- | ---------- |
| Carlos Zara           | Fábio      |
| Lolita Rodrigues      | Mariana    |
| Neuza Amaral          | Laura      |
| Odete Lara            | Camila     |
| Paulo Villa           | Alfredo    |
| Lídia Costa           |            |
| Neide Pavani          |            |
| Maria Aparecida Alves |            |
| Hélio Ribeiro         |            |
| Jurandir Linari       |            |